# Torrox
Torrox ist eine Kleinstadt in der Provinz Málaga in Andalusien (Spanien), etwa 50 km östlich von Málaga. Die Stadt besteht aus der auf einem Hügel liegenden historischen Altstadt Torrox Pueblo und den direkt am Meer liegenden Ortsteilen Torrox Costa und El Morche. Die Stadt liegt im östlichen Teil der touristischen Region Costa del Sol.

## Entwicklung
Durch starke Bautätigkeit wachsen die Ortsteile immer mehr zusammen. Insbesondere zwischen Costa und El Morche sind die innerstädtischen Grenzen nicht mehr erkennbar.
Torrox-Pueblo, die Kernstadt, welche circa vier Kilometer von der Küste entfernt liegt, ist ein typisches andalusisches Dorf, mit engen, verwinkelten Gassen und weißgetünchten Häusern und einer maurischen Vergangenheit, welche auch heute noch an der alten Stadtmauer und den Befestigungstürmen zu erkennen ist.
Torrox-Costa dagegen war einst eine römische Fabrikations- und Handelsstadt, von deren Vergangenheit alte Ruinen von Thermalbädern, einer luxuriösen Villa und einer Nekropolis zu zeugen wissen.
Heute findet sich hier mit 2,1 km die  längste Strandpromenade der Costa del Sol mit zahlreichen Restaurants und anderen touristischen Einrichtungen.

## Verkehr
Torrox Pueblo liegt an der Autovía A-7; Torrox-Costa ist zusätzlich über die Küstenstraße N-340 erschlossen.

## Sehenswürdigkeiten
An der Ostseite von Torrox-Costa steht ein vollautomatisch arbeitender Leuchtturm (Faro de Torrox), der am 1. Mai 1864 vollendet wurde und 26 m hoch ist (39 m über Meeresspiegel).

## Städtepartnerschaften
- Kirkel (Deutschland).
- Mauléon (Frankreich).

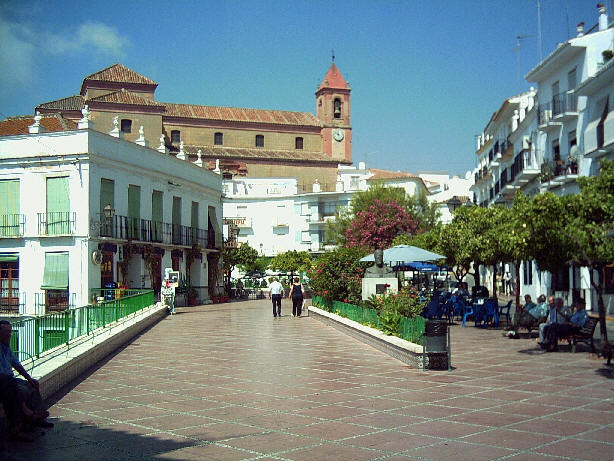
Der Plaza de la Constitución in Torrox Pueblo
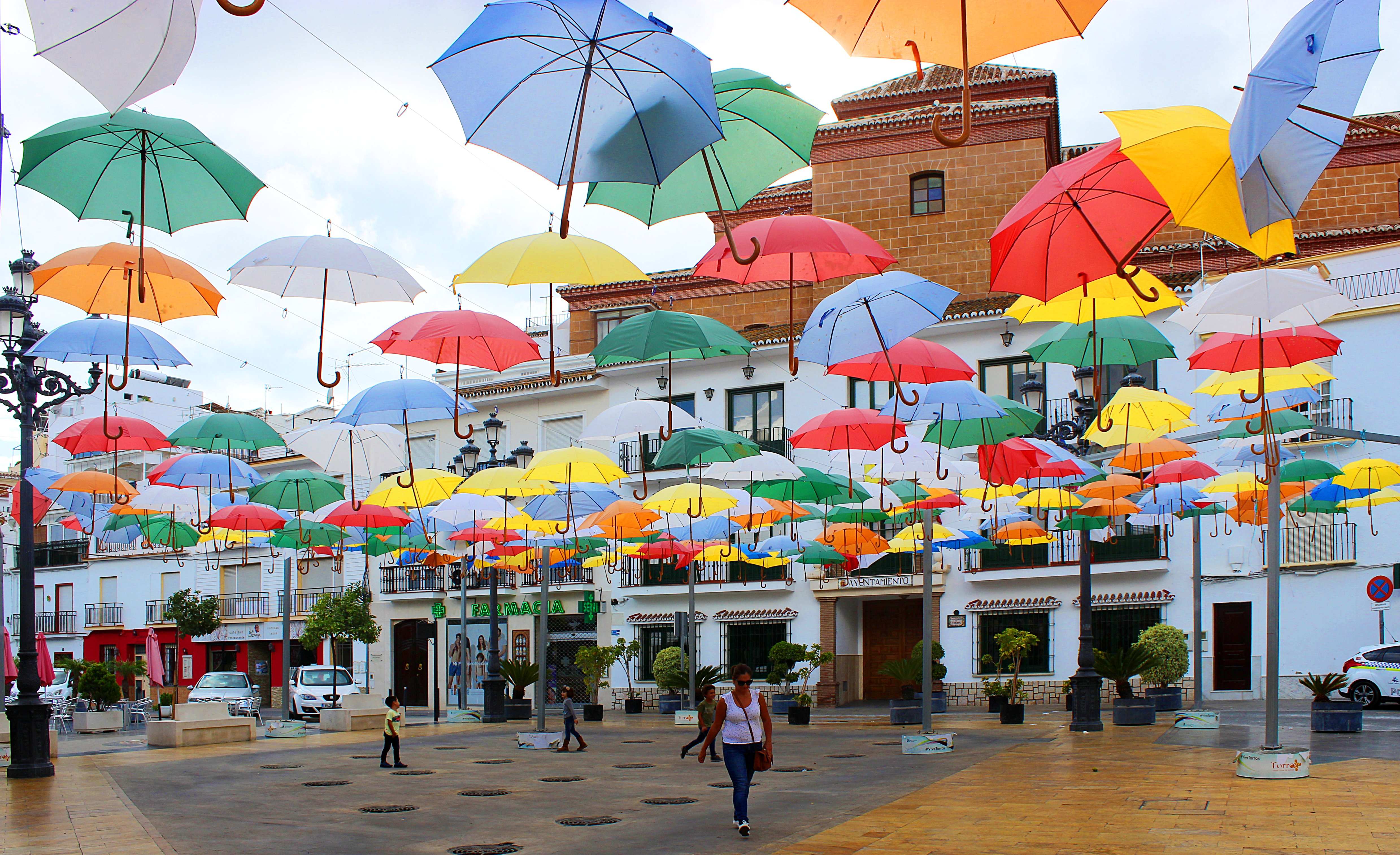
Dekorative Schattenspender über dem Plaza de la Constitución in Torrox Pueblo
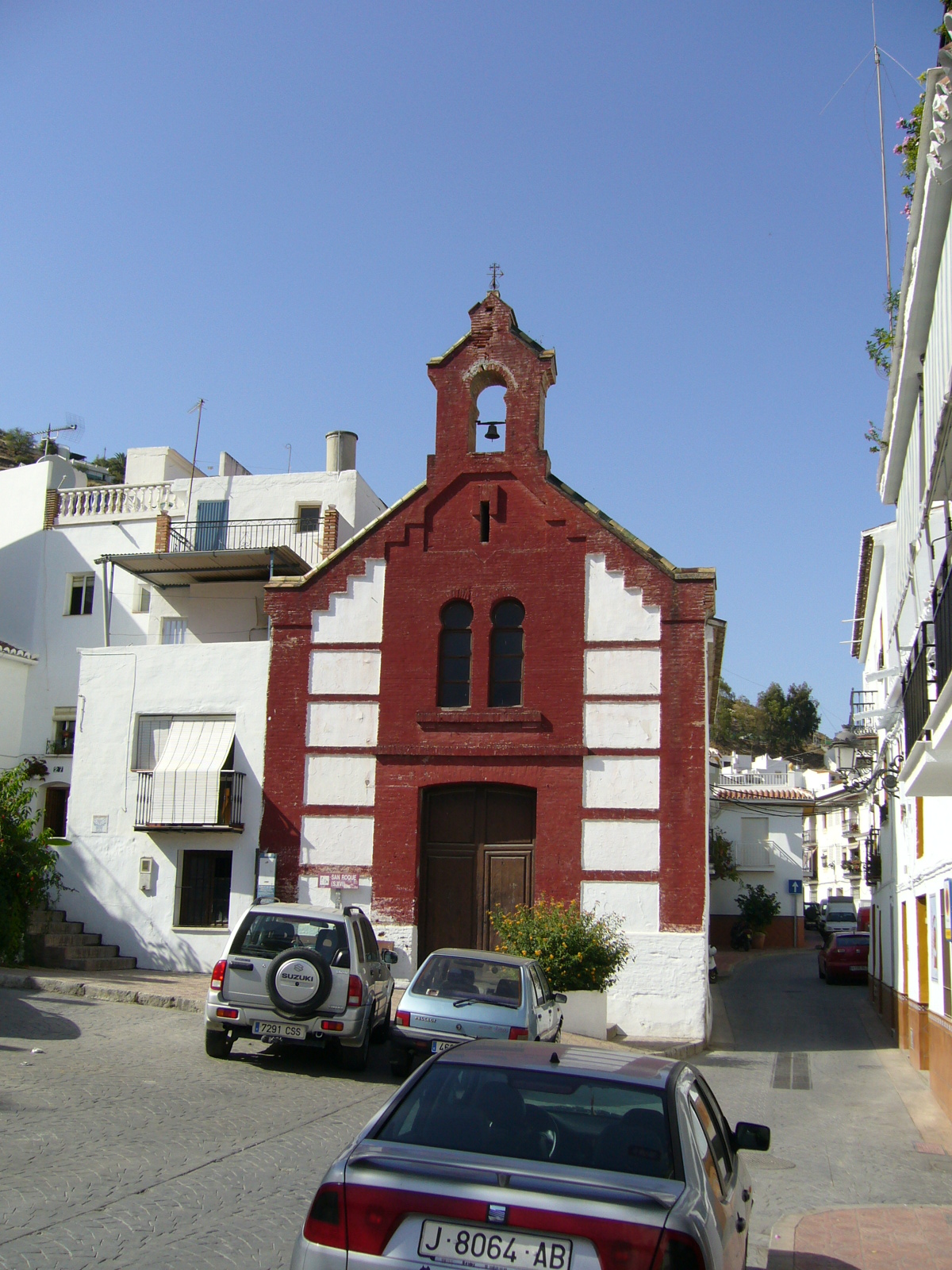
Die älteste Kirche In Torrox, Torrox Pueblo
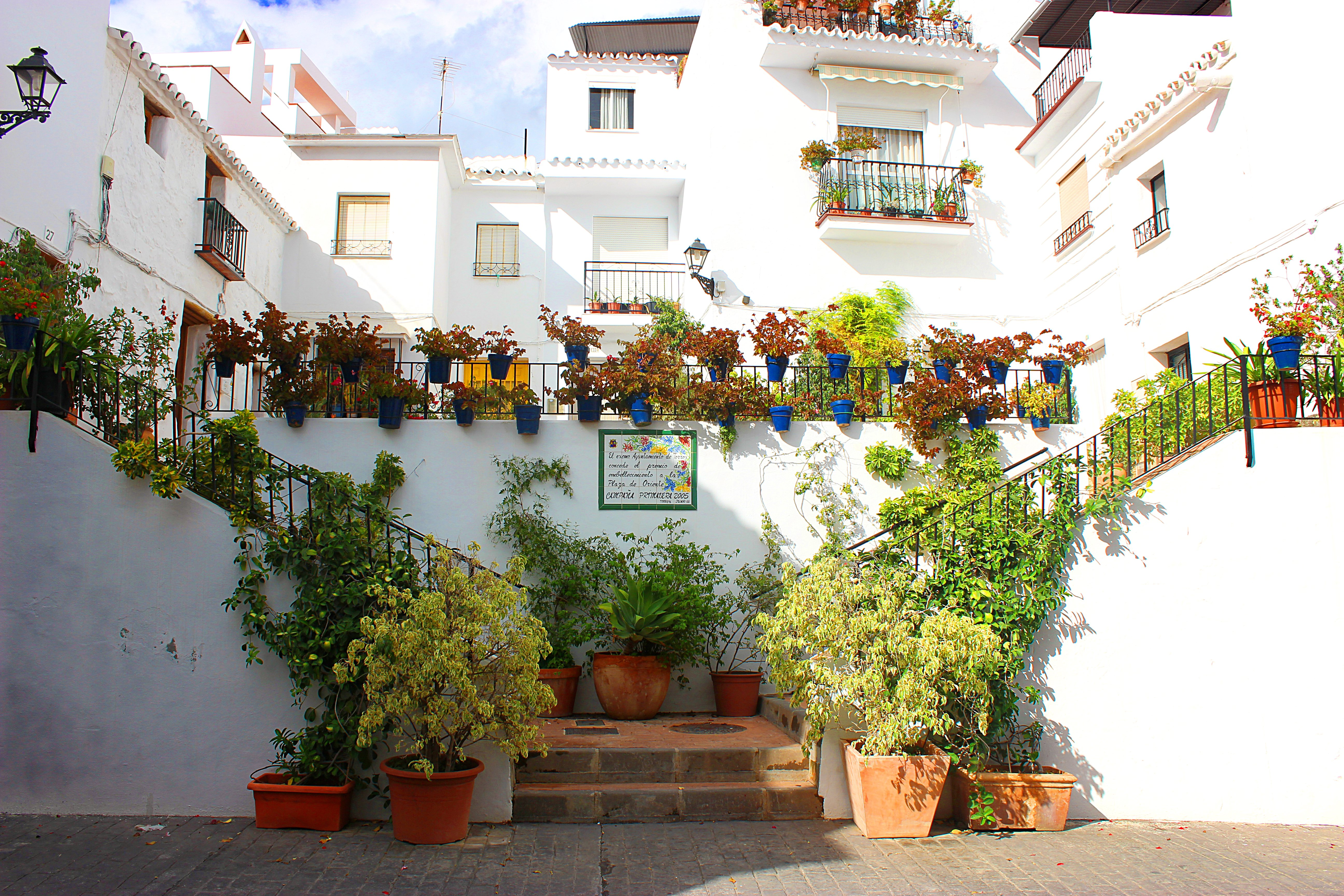
Treppenaufgang in Torrox Pueblo
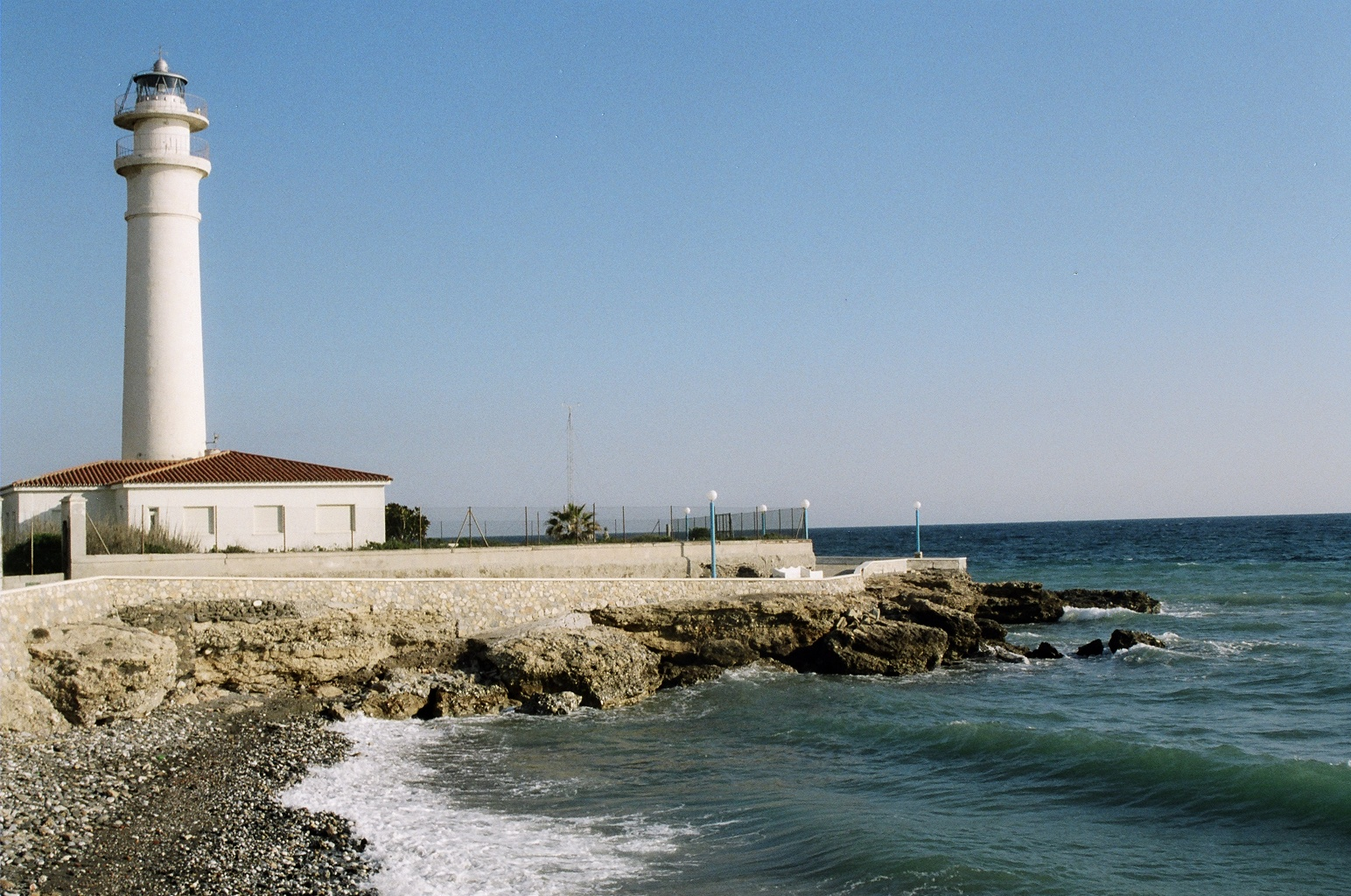
Faro de Torrox in Torrox Costa
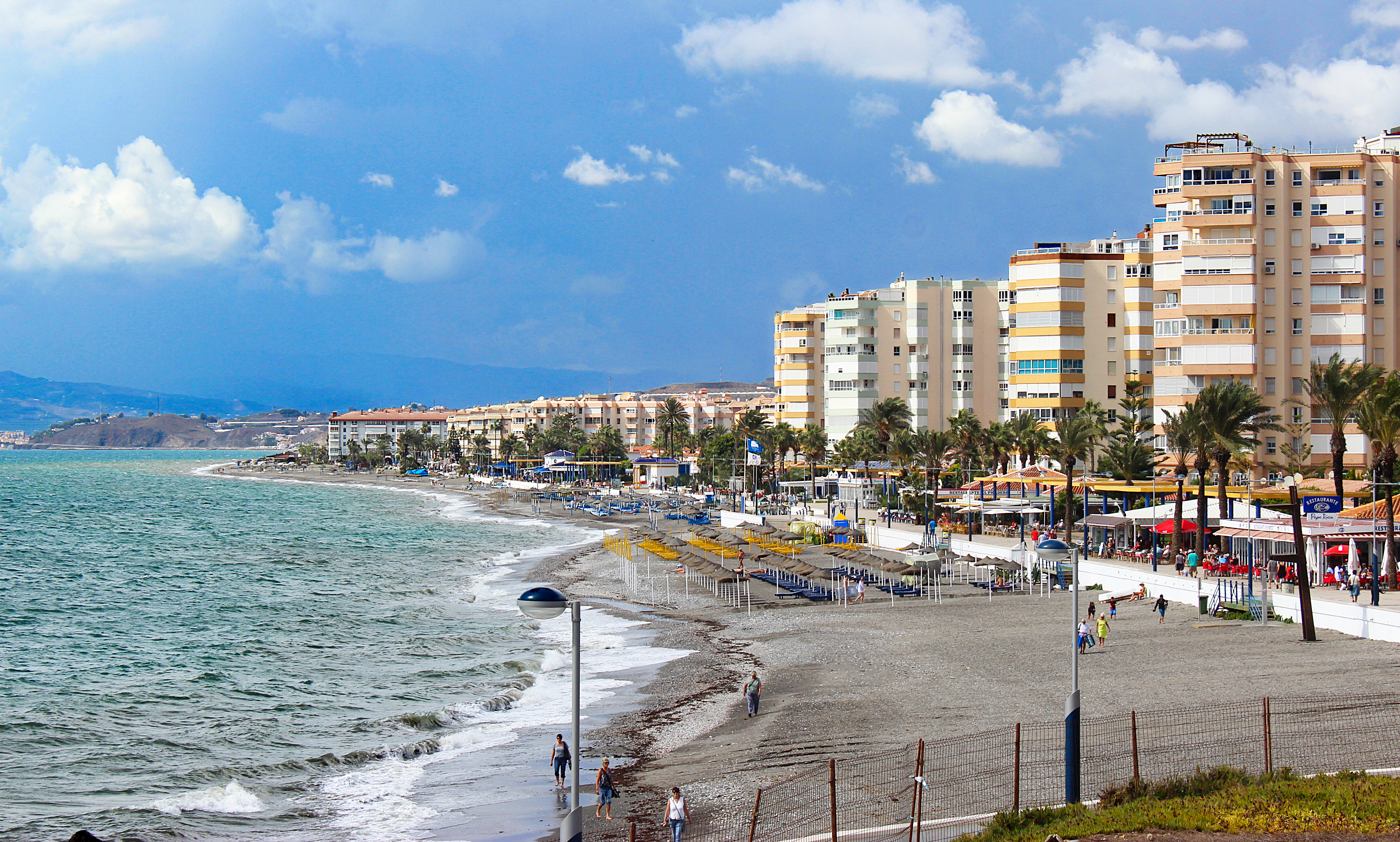
Die Strandpromenade in Torrox Costa